# Соколообразные
Соколообра́зные, или дневные хищные птицы (лат. Falconiformes) — отряд птиц из подкласса новонёбных.

## Внешний вид
Соколообразные отличаются крепким телосложением и широкой грудью. Мускулатура лап и груди очень развита, голова большая и круглая. Шея короткая и крепкая. Глаза и ноздри крупные. Птицы из отряда соколообразных известны отличным зрением. Покрытый у основания голой кожей короткий и сильный клюв, выгнутый вниз. Лапы короткие, сильные, с длинными пальцами, увенчанными острыми когтями. У некоторых видов лапы покрыты перьями. Переход из молодого во взрослое оперение совершается в несколько стадий.

## Питание
Преимущественно все виды этого отряда питаются мясом. Большинство охотится на млекопитающих и птиц (например, сапсан (Falco peregrinus) кружит в воздухе, выжидая добычу, заметив летящую птицу подходящего размера, бросается вниз «камнем», складывая крылья, при этом может развивать скорость около 320 км/ч), реже питаются насекомыми — кобчик.

## Размножение
Все соколообразные выводят птенцов только один раз в году. Во время брачных игр эти птицы над своей территорией демонстрируют мастерство полета, часто «падая камнем» с высоты и сопровождая падение криком.
Кладку чаще всего насиживает самка, в то время как самец приносит ей пищу. (Самцы некоторых хищных птиц на треть меньше самок.) Птенцы вылупляются с открытыми глазами и светлым пушком. Тип развития птенцовый: птенцы рождаются беспомощными и сидят в гнезде практически до первого полета. Они с самого начала берут корм из клюва матери (при этом реагируя на красный цвет корма).

## Распространение и статус популяции
Представители соколообразных встречаются по всему миру за исключением Антарктиды. Многие виды соколообразных находятся под угрозой вымирания.

## Классификация
Ранее, в традиционных классификациях, отряд содержал четыре семейства:
- птицы-секретари (Sagittariidae) — 1 вид: птица-секретарь;
- скопиные (Pandionidae) — 1 вид: скопа;
- соколиные (Falconidae) — соколы, каракары;
- ястребиные (Accipitridae) — коршуны, ястребы, канюки, орлы, орланы, луни, грифы Старого Света, осоеды, змееяды.

Ранее к отряду соколообразных относили также семейство американских грифов (Cathartidae), в настоящее время причисляемых к отряду ястребообразных.
Существует гипотеза, что не все дневные хищные птицы являются близкими родственниками и у них есть общий предок. Скорее, они имеют различное происхождение, но у них сформировались общие признаки (конвергенция). Данная гипотеза основана на данных генетического анализа различных видов птиц, согласно которым, соколиные оказались ближе попугаям и воробьиным. Согласно данным того же исследования, ястребиные, секретари и скопиные составляют единый таксон и всё-таки близки к американским грифам.
В настоящее время три названные семейства отряда выделяют в новый отряд ястребообразных (Accipitriformes), и по классификации Международного союза орнитологов к соколообразным относят только одно семейство соколиных.

## Генетика
Молекулярная генетика
- Депонированные нуклеотидные последовательности в базе данных EntrezNucleotide, GenBank, NCBI, США: 203 809 (по состоянию на 15 марта 2015).
- Депонированные последовательности белков в базе данных EntrezProtein, GenBank, NCBI, США: 94 679 (по состоянию на 15 марта 2015).

Ввиду расхождений в таксономии, используемой в базах NCBI и в других классификациях, бо́льшая часть депонированных в GenBank последовательностей принадлежит видам, ныне не относящимся к отряду соколообразных. Генетически наиболее изученные виды соколиных — сапсан (Falco peregrinus) и балобан (F. cherrug).
Геномика
В 2013 году было выполнено секвенирование полных геномных последовательностей у тех же двух представителей соколообразных:
- Сапсан (F. peregrinus)[4],
- Балобан (F. cherrug)[5].

Кроме того, в 2014 году секвенированы три вида, выделяемые в настоящее время в отряд ястребинообразных (Accipitriformes):
- Орлан-белохвост (Haliaeetus albicilla)[6],
- Белоголовый орлан (H. leucocephalus)[7],
- Беркут (Aquila chrysaetos)[8][9].

Благодаря относительно хорошему качеству сборки геномов (особенно в случае сапсана), названные виды имеют важное значение в сравнительной геномике для выяснения эволюции птичьих геномов.

## Ограничения
В России соколообразные входят в Перечень животных, запрещенных к содержанию, утвержденный постановлением Правительства Российской Федерации от 22 июня 2019 года № 795